# Rosa Merino

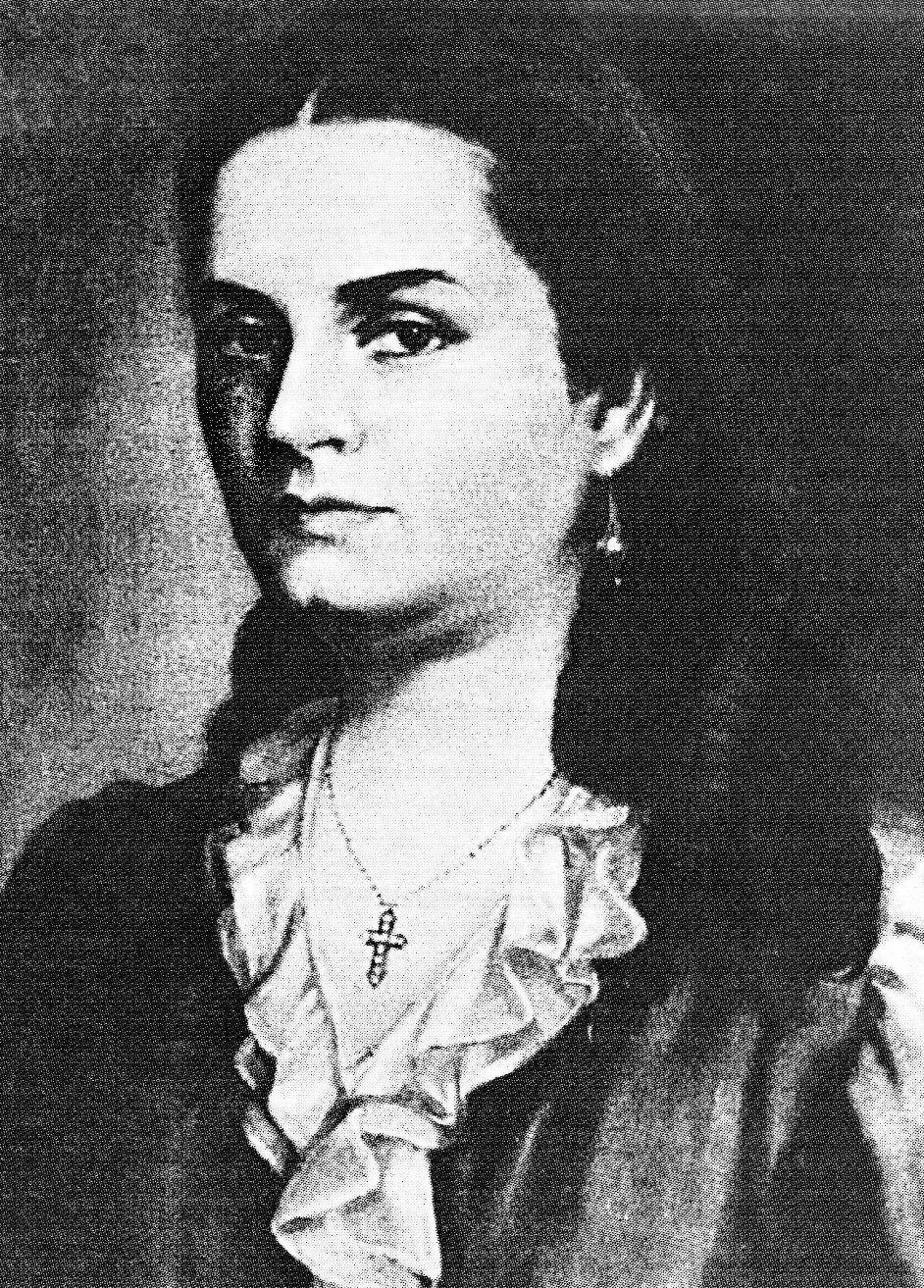
Rosa Merino.

Rosa Merino, född 1790 i Lima död där 1868, var en peruansk sopran.
Merino är känd som den som första gången framförde Perus nationalsång offentligt efter landets självständighet från Spanien. 
Merino var en populär operasångerska i Peru och hade blivit en av landets främsta aktörer sedan hennes uppträdande i en opera av Andrés Bolognesi 1812. När Peru blivit fritt från Spanien utvaldes hon att bli den första som fick framföra landets nya nationalsång offentligt. Hennes framträdande ägde rum på Teatro Nacional de Lima i Lima söndagen 23 september 1821. Hon avslutade sin karriär 1836.